# Middle Fell
Der Middle Fell ist ein Berg im Lake District, Cumbria, England. Der Middle Fell liegt im Wasdale am nordwestlichen Ufer des Wast Water, zu dem hin er steil abfällt. Nach Osten fällt der Middle Fell zu einem Einschnitt ab, in dem der Nether Beck ihn vom Bergrücken, der von Yewbarrow und Red Pike gebildet wird, trennt. An der steilen Westflanke des Berges liegt der Greendale Tarn.
Ein Aufstieg auf den Middle Fell ist direkt vom Wast Water möglich, eine Alternative stellt die Strecke entlang des Greendale Tarn zur Verbindung des Middle Fell mit dem nördlich gelegenen Seatallan dar, mit dem der Middle Fell einen Bergrücken bildet.